# Dallo Pura
Dallo Pura è una suddivisione dell'India, classificata come census town, di 132.628 abitanti, situata nel distretto di Delhi Est, nello territorio federato di Delhi. In base al numero di abitanti la città rientra nella classe I (da 100.000 persone in su).

## Geografia fisica
La città è situata a 28° 36' 26 N e 77° 19' 08 E.

## Società

### Evoluzione demografica
Al censimento del 2001 la popolazione di Dallo Pura assommava a 132.628 persone, delle quali 71.349 maschi e 61.279 femmine. I bambini di età inferiore o uguale ai sei anni assommavano a 20.320, dei quali 10.482 maschi e 9.838 femmine. Infine, coloro che erano in grado di saper almeno leggere e scrivere erano 86.107, dei quali 51.902 maschi e 34.205 femmine.